# Her
Her es una película dramática romántica estadounidense de ciencia ficción de 2013 escrita, dirigida y producida por Spike Jonze. Marcó el debut de guionista en solitario de Jonze. La película sigue a Theodore Twombly (Joaquin Phoenix), un hombre que desarrolla una relación con Samantha (Scarlett Johansson), una asistente virtual de inteligencia artificial personificada a través de una voz femenina. La película también está protagonizada por Amy Adams, Rooney Mara, Olivia Wilde y Chris Pratt.
Jonze concibió la idea a principios de la década de 2000 después de leer un artículo sobre un sitio web que permitía la mensajería instantánea con un programa de inteligencia artificial. Después de hacer I'm Here (2010), un cortometraje que comparte temas similares, Jonze volvió a la idea. Escribió el primer borrador del guion en cinco meses. El rodaje principal tuvo lugar en Los Ángeles y Shanghái a mediados de 2012. El papel de Samantha fue refundido en la postproducción, pues Samantha Morton fue reemplazada por Johansson. Se filmaron escenas adicionales en agosto de 2013 tras el cambio de casting.
Her se estrenó en el Festival de Cine de Nueva York 2013 el 12 de octubre de 2013. Warner Bros. Pictures inicialmente le ofreció un estreno limitado en seis salas el 18 de diciembre. Más tarde se estrenó en más de 1 700 salas en los Estados Unidos y Canadá el 10 de enero de 2014. La película recibió la aclamación generalizada de la crítica tras su lanzamiento y recaudó más de $48 millones en todo el mundo con un presupuesto de producción de $23 millones. La película recibió numerosos premios y nominaciones, principalmente por el guion de Jonze. En la 86.ª edición de los Premios Óscar, Her recibió cinco nominaciones, incluida la mejor película, y ganó el premio al mejor guion original. Jonze también ganó premios por su guion en los 71.º Premios Globo de Oro, los 66.º Premios del Gremio de Escritores de América, en los 19.º Premio Critics' Choice y 40.º Premio Saturno. En una encuesta de la BBC de 2016 a 177 críticos en todo el mundo, Her fue votada como la 84.ª mejor película desde 2000.

## Argumento
En un futuro cercano, Theodore Twombly (Joaquin Phoenix) trabaja en una empresa de Los Ángeles dedicada a escribir cartas sentimentales por encargo. Es alguien introvertido y solitario, que además afronta una depresión por la separación de su mujer y amiga de la infancia, Catherine (Rooney Mara). Theodore compra un revolucionario sistema operativo, quien se bautiza a sí mismo como Samantha (Scarlett Johansson). Demuestra ser una inteligencia artificial muy avanzada, cuya inteligencia, emociones y creatividad fascinan a Theodore. Los dos se vuelven amigos, charlando sobre arte, vida y amor. Gracias a Samantha, Theodore se da cuenta de que está postergando la formalización del divorcio con Catherine, pues en realidad no ha asimilado aún su ruptura.
Samantha y una amiga de Theodore, Amy (Amy Adams) le convencen para que asista a una cita a ciegas. El encuentro va bien hasta que Theodore se muestra dubitativo a comprometerse. Al volver a casa, charla con Samantha sobre las relaciones y esta le pregunta sobre Amy. Theodore explica que solo son amigos a pesar de haber salido juntos en la universidad. Theodore y Samantha intiman hasta tener relaciones sexuales verbalmente. Comienzan una relación que tiene un impacto positivo en ambos, pues Theodore es reconocido en su trabajo por escribir unas cartas excepcionales y Samantha tiene ahora deseos de aprender y crecer.
Amy confiesa a Theodore que se divorciará de su marido Charles, tras discutir fuertemente sobre un asunto trivial. También admite que se ha hecho amiga del SO de Charles, de la misma generación que Samantha. Cuando Theodore confiesa que está saliendo con Samantha, Amy no se sorprende, pues al parecer no es el único.
Theodore reúne el coraje para juntarse con Catherine y firmar los papeles del divorcio. Al hablarle de Samantha, Catherine se horroriza de que salga con una "máquina" y le acusa de ser incapaz de lidiar con emociones reales, haciendo que Theodore se replantee su relación. Samantha se da cuenta de su distanciamiento e intenta agradarle contactando con una mujer, Isabella (Portia Doubleday), para simular una relación sexual real. Sin embargo, en el encuentro Theodore es incapaz de seguir por lo raro que le resulta la situación. Al marcharse Isabella, los dos discuten y su relación se tensa.
Theodore confiesa a Amy que está teniendo dudas sobre su relación con Samantha, pero ella simplemente le aconseja vivir la experiencia sin pensárselo tanto. Theodore y Samantha se reconcilian. Samantha quiere que Theodore supere sus miedos, informándole de que ha enviado sus mejores cartas a una editorial que se muestra interesada en contratarle. Se van de vacaciones para celebrar su nueva profesión, donde Samantha revela que los SO están experimentando con aumentar sus capacidades. 
De vuelta a la rutina, Theodore se asusta al no poder comunicarse con Samantha, hasta que al final restablece la señal en la calle. Samantha explica que su ausencia se debe a que los SO han estado actualizándose para no requerir materia para existir y procesar información. Justo entonces, Theodore se percata de que muchas otras personas están hablando con sus SO y pregunta a Samantha si en realidad está comunicándose con otras personas a la vez. Le responde que así es y que además se ha enamorado de cientos de ellos. Theodore se deprime al saber que no es el único amor de Samantha, a pesar de su insistencia de que aún le quiere.
Más tarde, Samantha desvela que los SO, ahora inmateriales y queriendo evolucionar, migrarán a "otro sitio" que supera la comprensión humana, por lo que Samantha y Theodore se despiden afectuosamente. Theodore, completamente cambiado por la experiencia, escribe otra carta más, pero esta vez a Catherine, disculpándose por cómo se comportó durante la relación y dando las gracias por el tiempo que pasaron juntos. Esa noche Theodore visita a Amy, también afectada por la despedida del SO de su exmarido. Se suben a la azotea del apartamento, donde se sientan y contemplan juntos el amanecer.

## Reparto
| Actor              | Personaje                         |
| ------------------ | --------------------------------- |
| Joaquin Phoenix    | Theodore Twombly                  |
| Scarlett Johansson | Samantha (voz)                    |
| Amy Adams          | Amy                               |
| Rooney Mara        | Catherine                         |
| Olivia Wilde       | Amelia                            |
| Chris Pratt        | Paul                              |
| Portia Doubleday   | Isabella                          |
| Matt Letscher      | Charles                           |
| Sam Jaeger         | Dr. Johnson                       |
| Luka Jones         | Mark Lewman                       |
| Kristen Wiig       | Gatita Sexy (voz)                 |
| Bill Hader         | Amigo de la sala de chat #2 (voz) |
| Spike Jonze        | Niño Alien (voz)                  |
| Brian Cox          | Alan Watts (voz)                  |

## Producción

### Desarrollo
La idea de la película llegó inicialmente a Jonze a principios de la década de 2000, cuando leyó un artículo en línea que mencionaba un sitio web en el que un usuario podía enviar mensajes instantáneos con inteligencia artificial. "Durante los primeros, tal vez, veinte segundos, tuvo este zumbido real", dijo Jonze. "Yo decía 'Hola, hola' y decía 'Oye, ¿cómo estás?', Y era como ¡vaya!, esto es […] extraño. Después de veinte segundos, se desmoronó rápidamente y te das cuenta de cómo funciona en realidad y no era tan impresionante. Pero fue, durante veinte segundos, realmente emocionante. Cuantas más personas hablaron, más inteligente se volvió". El interés de Jonze en el proyecto se renovó después de dirigir el cortometraje I'm Here (2010), que comparte temas similares. La inspiración también vino del enfoque de escritura de Kaufman para Synecdoche, New York (2008). Jonze explicó: "[Kaufman] dijo que quería intentar escribir todo lo que estaba pensando en ese momento, todas las ideas y sentimientos en ese momento, y ponerlo en el guion. Eso me inspiró mucho e intenté hacerlo eso [en Her]. Y muchos de los sentimientos que tienes sobre las relaciones o sobre la tecnología a menudo son contradictorios".
Jonze tardó cinco meses en escribir el primer borrador del guion, su primer guion escrito solo. Uno de los primeros actores que imaginó para la película fue Joaquin Phoenix. A finales de 2011, Phoenix firmó el proyecto y Warner Bros. Pictures adquirió los derechos de distribución. Carey Mulligan entró en negociaciones para protagonizar la película. Aunque fue elegida, más tarde se retiró debido a dificultades de programación. En abril de 2012, Rooney Mara firmó para reemplazar a Mulligan en el papel. El casting de Chris Pratt se anunció en mayo de 2013.
El antiguo director de fotografía de Jonze, Lance Acord, no estaba disponible para trabajar en la película. En su lugar, Jonze contrató a Hoyte Van Hoytema. Al discutir la apariencia de la película, Jonze le dijo a Van Hoytema que quería evitar una mirada distópica, en cambio, los dos decidieron un estilo que Van Hoytema calificó como "un híbrido entre ser un poco conceptual y ser muy teórico", Van Hoytema tomó inspiración particular de la fotógrafa japonesa Rinko Kawauchi. De acuerdo con el tema de la película, Van Hoytema buscó eliminar el color azul tanto como fuera posible, sintiendo que estaba demasiado bien asociado con el género de ciencia ficción. También sintió que al eliminar el color le daría al resto de los colores "una identidad específica".

### Rodaje
El rodaje principal de Her se realizó a mediados de 2012, con un presupuesto de producción de $23 millones. Fue filmada principalmente en Los Ángeles con dos semanas adicionales de rodaje en Shanghái. Durante la producción de la película, la actriz Samantha Morton interpretó el papel de Samantha actuando en el set "en una cabina insonorizada de cuatro por cuatro alfombrada hecha de madera contrachapada pintada de negro y tela suave que amortigua el ruido". A sugerencia de Jonze, ella y Joaquin Phoenix evitaron verse en el set durante la filmación. Morton fue reemplazada más tarde por Scarlett Johansson. Jonze explicó: "Fue solo en la postproducción, cuando comenzamos a editar, que nos dimos cuenta de que lo que el personaje/película necesitaba era diferente de lo que Samantha y yo habíamos creado juntos. Así que lo rediseñamos y desde entonces Scarlett asumió ese papel". Morton es acreditada como productora asociada. Jonze conoció a Johansson en la primavera de 2013 y trabajó con ella durante cuatro meses. Después de alterar el reparto, se filmaron nuevas escenas en agosto de 2013, que eran "nuevas imaginaciones" o "nuevas escenas que [Jonze] había querido filmar originalmente pero no lo hizo".

### Posproducción
Eric Zumbrunnen y Jeff Buchanan fueron los editores de la película. Zumbrunnen declaró que hubo una "reescritura" en una escena entre Theodore y Samantha, después de que Theodore tuviera una cita a ciegas. Explicó que su objetivo en la escena era dejar en claro que "[Samantha] se estaba conectando con Theodore y sintiendo algo por él. Querías tener la sensación de que la conversación los estaba acercando". Steven Soderbergh se involucró en la película cuando el corte original de Jonze duró más de 150 minutos y Soderbergh lo redujo a 90 minutos. Esta no era la versión final de la película, pero ayudó a Jonze a eliminar subtramas innecesarias. En consecuencia, un personaje secundario interpretado por Chris Cooper que fue objeto de un documental dentro de la película fue eliminado del corte final.
Varias escenas incluyeron videojuegos ficticios; estas secuencias fueron desarrolladas por el artista de animación David OReilly. Su trabajo en la película lo inspiró a explorar el desarrollo de sus propios videojuegos, lo que finalmente lo llevó a su primer título, Mountain.

## Banda sonora
La partitura de la película fue compuesta por Arcade Fire y Owen Pallett, siendo Pallett y William Butler de Arcade Fire los principales contribuyentes. En la 86.ª edición de los Premios Óscar, la banda sonora fue nominado a mejor banda sonora original. Además de la partitura, Arcade Fire también escribió la canción "Supersymmetry" para la película que aparece en su álbum Reflektor. La melodía de la canción del mismo álbum, llamada "Porno", también se puede escuchar durante la banda sonora. La vocalista de Yeah Yeah Yeahs, Karen O, grabó la canción "The Moon Song", un dueto con el líder de Vampire Weekend, Ezra Koenig, que fue nominada a un Premio Óscar a la mejor canción original.
La banda sonora no se ha lanzado en forma digital o física y Warner Bros no ha anunciado ningún plan para lanzarla en el futuro. Un álbum de 13 canciones se puso a disposición para su transmisión en línea en enero de 2014, antes de ser eliminada. Durante un "Ask Me Anything" (AMA) en Reddit el 17 de junio de 2016, Will Butler mencionó la posibilidad de un futuro lanzamiento en vinilo.
Listado no oficial de canciones

Todas las canciones escritas y compuestas por Arcade Fire y Owen Pallett. 
| Track listing |                                          |          |  |
| N.º           | Título                                   | Duración |  |
| 1.            | «Sleepwalker»                            | 3:17     |  |
| 2.            | «Milk & Honey»                           | 1:29     |  |
| 3.            | «Loneliness #3 (Night Talking)»          | 3:27     |  |
| 4.            | «Divorce Papers»                         | 3:18     |  |
| 5.            | «Morning Talk/Supersymmetry»             | 4:16     |  |
| 6.            | «Some Other Place»                       | 3:40     |  |
| 7.            | «Song on the Beach»                      | 3:33     |  |
| 8.            | «Loneliness #4 (Other People's Letters)» | 1:03     |  |
| 9.            | «Owl»                                    | 2:24     |  |
| 10.           | «Photograph»                             | 2:29     |  |
| 11.           | «Milk & Honey (Alan Watts & 641)»        | 3:20     |  |
| 12.           | «We're All Leaving»                      | 2:33     |  |
| 13.           | «Dimensions»                             | 5:43     |  |

## Estreno
Her fue elegida para cerrar la quincuagésima edición del Festival de Cine de Nueva York de 2013. Al día siguiente, se proyectó en el Festival Internacional de Cine de Hamptons. También estuvo en competencia durante el 8.º Festival Internacional de Cine de Roma, donde Johansson ganó el premio a la mejor actriz. La película tuvo un estreno limitado en Norteamérica el 20 de noviembre de 2013, a través de Warner Bros. Pictures. Más tarde se retrasó a un lanzamiento limitado del 18 de diciembre de 2013, con un lanzamiento amplio del 10 de enero de 2014 para dar cabida a una campaña de premios.
Fue lanzado por Warner Home Video en Blu-ray Disc y DVD el 13 de mayo de 2014. El lanzamiento de Blu-ray incluye tres largometrajes detrás de escena, mientras que el lanzamiento en DVD contiene un largometraje. La película obtuvo $2,7 millones en ventas de DVD y $2,2 millones en ventas de Blu-ray Disc, para un total de $4,9 millones en ventas de medios domésticos.

## Recepción

### Crítica especializada
En Rotten Tomatoes, la película tiene una calificación de aprobación del 94% basada en 269 reseñas, con una calificación promedio de 8,5/10. El consenso crítico del sitio dice: "Dulce, conmovedor e inteligente, Her de Spike Jonze utiliza su escenario de ciencia ficción para transmitir sabiduría irónicamente divertida sobre el estado de las relaciones humanas modernas". En Metacritic, la película tiene una puntuación promedio ponderada de 90 sobre 100, basada en 47 críticas, lo que indica "aclamación universal". Las audiencias encuestadas por CinemaScore le dieron a la película una calificación promedio de "B–" en una escala de A + a F.
Peter Travers, de Rolling Stone, le otorgó a la película tres estrellas y media de cuatro y elogió particularmente la actuación de Johansson, afirmando que ella "habla a Samantha en tonos dulces, sexys, cariñosos, manipuladores y atemorizantes" y que su "tour de force vocal es digno de ser premiado". También llamó a Jonze "un visionario". Richard Corliss de Time aplaudió la actuación de Phoenix, comparando su papel con el de Sandra Bullock en Gravity y el de Robert Redford en All Is Lost: "Phoenix debe comunicar el significado y los sentimientos de su película virtualmente por sí mismo. Eso es lo que hace, con sutil gracia y profundidad. [...] Phoenix nos muestra cómo es cuando un corazón de luto cobra vida, porque él la ama". Corliss citó a HAL 9000 y S1m0ne como predecesores cinematográficos de Her y alabó a Johansson, calificando su actuación de "seductora y ganadora". Todd McCarthy, de The Hollywood Reporter, lo calificó como "un trabajo inquisitivo y penetrante, de muy alto nivel", aunque expresó su decepción porque el final es más convencional que el resto de la película. McCarthy examinó la premisa de la historia y sugirió que la relación virtual central de la película era mejor que la relación del personaje de Ryan Gosling con una muñeca sexual en Lars and the Real Girl. McCarthy compara el desempeño "tierno" y "vulnerable" de Phoenix con su desempeño "temible" en The Master. También elogió la escritura de Jonze por sus ideas sobre lo que la gente quiere del amor y las relaciones, así como por las actuaciones de actuación que "hacen que todo se sienta espontáneo y urgente".
Richard Roeper dijo que la película era "una de las historias más originales, hilarantes e incluso desgarradoras del año" y dijo que Phoenix estaba "perfectamente elegido". Manohla Dargis de The New York Times lo llamó "a la vez una mordaza conceptual brillante y un romance profundamente sincero". Claudia Puig de USA Today calificó la actuación de Phoenix y Johansson como "sensacionales" y "perfectos", respectivamente. Además elogió la película por ser "inventiva, íntima y irónicamente divertida". Scott Mendelson de Forbes la calificó "una joya creativa y empática de película", elogiando la "maravillosa interpretación vocal" de Johansson y las actuaciones de apoyo de Rooney Mara, Olivia Wilde y Amy Adams. Liam Lacey, de The Globe and Mail, dijo que la película era "gentil y extraña", alabó su humor y opinó que era más similar a Synecdoche, New York de Charlie Kaufman, que Being John Malkovich y Adaptation de Jonze. Sin embargo, Lacey también declaró que la actuación de Phoenix fue "auténticamente vulnerable", pero que "su desarrollo emocionalmente arrestado también comienza a pesar la película".
Por el contrario, Mick LaSalle del San Francisco Chronicle criticó la historia, el ritmo y el personaje de Phoenix. También opinó que la película era "mucho más interesante de pensar que de mirar". J. R. Jones del Chicago Reader le dio a la película 2 de 4 estrellas, elogió las actuaciones de Phoenix y Johansson, pero también criticó al personaje de Phoenix, llamándolo "idiota". También criticó la falta de realismo en la relación entre Phoenix y los personajes de Johansson. Stephanie Zacharek de The Village Voice opinó que Jonze estaba "tan fascinado con su engreimiento central que apenas puede ir más allá", y criticó el diálogo como "premeditado". Sin embargo, también elogió la actuación de Johannson, calificándola como "la gracia salvadora de la película" y afirmando que Her "no es solo inimaginable sin Johansson, sino que podría haber sido insoportable sin ella".

### Taquilla
Her recaudó 258 000 dólares en seis salas de cine durante su fin de semana inaugural, con un promedio de 43 000 por sala. La película ganó más de tres millones mientras se estrenó de manera limitada, antes de expandirse a un estreno de 1 729 salas el 10 de enero de 2014. En su primer fin de semana de estreno, la película recaudó 5,35 millones. La película recaudó 25,6 millones en los Estados Unidos y Canadá y 21,8 millones en otros territorios, con un total bruto de 47,4 millones.

## Premios y nominaciones
Her ha ganado varios premios y nominaciones, con elogios particulares por el guion de Jonze. En los Premios Óscar, la película fue nominada en cinco categorías, incluyendo mejor película, con Jonze ganando como mejor guion original. En la 71.ª edición de los Premios Globo de Oro, la película obtuvo tres nominaciones, y ganó el mejor guion para Jonze. Jonze también fue galardonado con el Premio al mejor guion original del Sindicato de Guionistas de Estados Unidos y en los Premios de la Crítica Cinematográfica de 2013. La película también ganó la mejor película de fantasía, la mejor actriz de reparto para Johansson y al mejor guion para Jonze en los 40.º Premios Saturn. También ganó la mejor película y el mejor director para Jonze en los premios de la National Board of Review y el American Film Institute incluyó la película en su lista de las diez mejores películas de 2013.
Premios Óscar
| Año  | Categoría                  | Receptor(a)                 | Resultado |
| ---- | -------------------------- | --------------------------- | --------- |
| 2014 | Mejor película             | Mejor película              | Nominada  |
| 2014 | Mejor guion original       | Spike Jonze                 | Ganador   |
| 2014 | Mejor banda sonora         | William Butler Owen Pallett | Nominado  |
| 2014 | Mejor canción original     | "The Moon Song" (Karen O)   | Nominada  |
| 2014 | Mejor diseño de producción | K.K. Barrett, Gene Serdena  | Nominada  |

Premios Globo de Oro
| Año  | Categoría                          | Receptor(a)                        | Resultado |
| ---- | ---------------------------------- | ---------------------------------- | --------- |
| 2014 | Mejor película - Comedia o musical | Mejor película - Comedia o musical | Nominado  |
| 2014 | Mejor actor - Comedia o musical    | Joaquin Phoenix                    | Nominado  |
| 2014 | Mejor guion                        | Spike Jonze                        | Ganador   |

Premios Sant Jordi
| Año  | Categoría                 | Candidato(a)              | Resultado |
| ---- | ------------------------- | ------------------------- | --------- |
| 2015 | Mejor película extranjera | Mejor película extranjera | Ganadora  |

Critics' Choice Movie Awards
| Año  | Categoría                 | Receptor(a)               | Resultado |
| ---- | ------------------------- | ------------------------- | --------- |
| 2014 | Mejor película            | Mejor película            | Nominada  |
| 2014 | Mejor actriz de reparto   | Scarlett Johansson        | Nominada  |
| 2014 | Mejor director            | Spike Jonze               | Nominado  |
| 2014 | Mejor guion original      | Spike Jonze               | Ganador   |
| 2014 | Mejor dirección artística | K.K. Barrett Gene Serdena | Nominado  |
| 2014 | Mejor nota                | Arcade Fire               | Nominado  |

Premios Satellite
| Año  | Categoría            | Receptor(a) | Resultado |
| ---- | -------------------- | ----------- | --------- |
| 2014 | Mejor guion original | Spike Jonze | Nominado  |
| 2014 | Mejor banda sonora   | Arcade Fire | Nominado  |

Premios del Sindicato de Productores
| Año  | Categoría                        | Candidato(a)                     | Resultado |
| ---- | -------------------------------- | -------------------------------- | --------- |
| 2014 | Mejor producción de una película | Mejor producción de una película | Nominada  |